# Megaselia fortirostris
Megaselia fortirostris är en tvåvingeart som beskrevs av Borgmeier 1969. Megaselia fortirostris ingår i släktet Megaselia och familjen puckelflugor. Inga underarter finns listade i Catalogue of Life.